# Міжнародний математичний союз
Міжнародний математичний союз (ММС) є міжнародною недержавною організацією, присвяченій міжнародному співробітництву в галузі математики в усьому світі. Вона є членом Міжнародної ради наукових спілок і підтримує Міжнародний конгрес математиків. Її членами є національні математичні організацій з більш ніж 80 країн світу.
Цілі Міжнародного математичного союзу (ММС) є сприяння розвитку міжнародного співробітництва в галузі математики, шляхом надання підтримки та сприяння Міжнародному конгресу математиків (ICM) та інших міжнародних наукових зустрічей / конференцій. Визнавати видатні дослідження та вклад в математику, шляхом присудження наукових премій та заохочувати і підтримувати інші міжнародні математичні дії, як передбачалося, внести свій вклад в розвиток математичної науки в будь-яких її аспектах, будь то теоретична, прикладна, або освітні.
ММС була заснована в 1920 році, але розпалася у вересні 1932 року, а потім відновилась в 1950 році де-факто на Установчої конвенції в Нью-Йорку, де-юре 10 вересня 1951 року, коли десять країн стали членами. Останнім етапом була Генеральна Асамблея в березні 1952 року в Римі, Італія, де поклав початок діяльності нового ММС і першого Виконавчого комітету, коли Президент і різні комісії були обрані. У 1952 році ММС також реадмісію в ММСС. Останнім президентом союзу була Інгрід Добеші (2011—2014). Нинішнім президентом є Морі Сіґефумі, який є першим керівником групи з Азії
На 16-му засіданні Генеральної Асамблеї ММС в Бангалорі, Індія, в серпні 2010 року Берлін був вибраний, як місце постійного офісу ММС, який був відкритий 1 січня 2011 року, і було організовано Інститут Вейерштрасса, інститут Наукового товариства імені Лейбніца, з близько 120 вчених, що займаються математичними дослідженнями стосовно проблем в промисловості і торгівлі.

## Комісії та комітети
ММС має тісні стосунки з математичною освітою в рамках Міжнародної комісії з математичної освіти (МКМО). Ця комісія організована так само, як ММС зі своїм власним Виконавчим комітетом та Генеральною Асамблеєю.
Країни, що розвиваються є високим пріоритетом для ММС і значний відсоток їх бюджету, в тому числі грантів, отриманих від фізичних осіб, математичних товариств, фондів і банків установ, витрачається на діяльність в інтересах країн, що розвиваються. З 2011 року координуються Комісією для країн, що розвиваються (ККР).
Міжнародна комісія з історії математики (МКІМ) працює спільно з ММС і Відділом історії науки (ВІН) Міжнародного союзу з історії і філософії науки (МСІФ).
Комітет з електронної інформації і зв'язку (КЕІЗ) радить ММС з питань, що стосуються математичної інформації, комунікації та публікації.

## Призи
Наукові призи ММС вважаються найвищими нагородами в математичному світі для вчених до 40 років. Церемонія відкриття Міжнародного конгресу математиків (ММС), де представлені нагороди: медаль Філдса (від двох до чотирьох медалей починаючи з 1936 року), премія Неванлінни (з 1986 до 2022) і Медаль абака (з 2022), премія Карла Фрідріха Гаусса (з 2006), медаль Черна (з 2010).

## Членство і Генеральна Асамблея
Членами ММС є країни-члени, і кожна країна-член представлена через Членську організацію, яка може бути його основною академією, математичним товариством, його дослідницькою радою або іншою установою або об'єднанням установ, або відповідний орган свого уряду. Країна починає розвивати свою культуру і математичну, та зацікавлена в запрошеннях на математиків з усього світу, яким було запропоновано приєднатися до ММС як асоційованому члену. З метою сприяння спільно спонсорованих заходів і спільно Переслідуючи мету ММС, багатонаціональні математичні суспільства і професійні суспільства можуть приєднатися до ММС як афільовані члени. Кожні чотири роки членство в ММС збирається в Генеральній Асамблеї (ГА), яка складається з делегатів, що призначаються Членськими організаціями, разом з членами Виконавчого комітету. Всі важливі рішення приймаються на ГА, включаючи вибори посадових осіб, створення комісій, затвердження бюджету, а також будь-які зміни в статуті і підзаконних актів.

## Організаційний та Виконавчий комітети
Міжнародний математичний союз управляється Виконавчим комітетом (ВК), яка здійснює оперативне управління діяльністю Союзу. ВC складається з Голови, двох заступників Голови, секретаря, шість країн-членів з особливих доручень, і екс-президент, всі обираються на термін в чотири роки. ВК відповідає за всі питання політики і завдань, таких як вибір членів Програмного комітету МКМ і різних комітетів призовими.

## Публікації
Кожні два місяці ММС видає електронний інформаційний бюлетень, ММС-Net, яка спрямована на поліпшення комунікації між ММС і світовим математичним співтовариством, повідомляючи про рішення та рекомендації Союзу, великих міжнародних математичних подій і розвитку, а також з інших тем, що становлять спільний математичний інтерес, ММС Бюлетені публікуються щорічно з метою інформування членів ММС про поточну діяльність Союзу. У 2009 році ММС опублікував документ Найкраща існуюча практика для журналів.

## Участь ММС в країнах, що розвиваються
МСС взяв свої перші організовані кроки в напрямку сприяння математики в країнах, що розвиваються на початку 1970-х років і з тих пір підтримує різні заходи. У 2010 році ММС сформував комісію для країн, що розвиваються (КРК), яка об'єднує всі минулі і поточні ініціативи на підтримку математики і математиків в країнах, що розвиваються.
Деякі ініціативи підтримувані МСС :
- Програма грантів математикам: Комісія для країн, що розвиваються підтримує науково-дослідне відрядження математиків, які базуються в країнах, що розвиваються, а також математичні наукові конференції в країнах, що розвиваються через свою Програму грантів, яка відкрита для математиків в країнах, що розвиваються, включаючи країни, які не є (поки) членами ММС.[12]
- Африканська Наукова ініціатива тисячоліття в галузі математики (АНІТГМ) є мережею центрів математики в країнах Африки на південь від Сахари, яка організовує конференції і семінари, виїзні Лекції і велику програму стипендій для математики аспірантів, що виконують кандидатську роботу на африканському континенті.
- Наставництво Африки з наукових досліджень в галузі математики (НАНДМ): ММС за підтримки Лондонського математичного товариства (ЛМС) в створенні програми НАНДМ, яка підтримує математику і її вчення в країнах Африки на південь від Сахари через договір партнерства між математиками в Об'єднаному Королівстві і африканських колег, разом зі своїми учнями. Вона зосереджена на довгострокові відносин між окремими математиками і студентами.
- Волонтерська лекційна програма (ВЛП) ММС ідентифікує математиків, зацікавлених у сприянні формуванню молодих математиків в країнах, що розвиваються. Волонтерська лекційна програма підтримує базу даних добровольців, охочих математиків запропонувати місячник інтенсивних курсів в старших курсах або аспірантурі освітніх програм в університетах в країнах, що розвиваються. ММС також прагне заявок від університетів і програм навчання математики в країнах, що розвиваються, які потребують волонтерських викладачів, і які можуть забезпечити необхідні умови для продуктивної співпраці в викладанні вищої математики.

ММС також підтримує Міжнародну комісію з математичної освіти (МКМО) з їх програмами, виставками та семінарами в країнах, що розвиваються, особливо в Азії та Африці.
ММС випустила в 2008 році доповідь, Математика в Африці: Виклики та можливості, про поточний стан математики в Африці і про можливості для нових ініціатив, спрямованих на підтримку математичного розвитку. У 2014 році Комісія ММС для країн, що розвиваються випустила оновлення звіту.
Крім того, звіти про математику в Латинській Америці і Карибському басейні і Південно-Східної Азії. були опубліковані.
У липні 2014 року ММС випустила доповідь: Міжнародний математичний союз в світі, що розвивається: минуле, сьогодення і майбутнє (липень 2014 року).

## МКРДМ симпозіум ММС
У 2014 році ММС провели одноденний симпозіум до відкриття Міжнародного конгресу математиків (МКМ), що має назву Математика в країнах, що розвиваються: досягнення і можливості (МКРДМ). Були присутнім на цій сесії близько 260 учасників з усього світу, в тому числі представники посольств, наукових установ, приватного бізнесу та фондів. Учасники чули надихаючі історії окремих математиків і конкретних країн, що розвиваються.

## Члени
- Країни члени:[19]
- Асоційовані члени:
  - Еквадорський Суспільство математики — ЕСМ
  - Математичне товариство Киргизстану
  - Математичне товариство Кенії (MAK)
  - Математичне товариство Таїланду, Центр сприяння математичних досліджень Таїланду
  - Комітет з математики Камбоджі
  - Математичне товариство Республіки Молдова
  - Комітет з математики Непалу
  - Комітет з математики Оману
- Члени, що приєдналися:
  - Африканський математичний союз (АМС)
  - Європейське математичне товариство (ЄМТ)
  - Математичне товариство Південно-Східної Азії (МТПдСхА)
  - Математичний союз Латинської Америки і Карибського басейну (МСЛАКБ)
- Кандидатури для членства: В даний час немає ніяких кандидатур на членство.

## Президенти
Список президентів Міжнародного математичного союзу з 1952 по теперішній час:
1952—1954:  Маршал Гарві Стоун (віце:  Еміль Борель,  Еріх Камке)
1955—1958:  Гайнц Гопф (віце:  Арно Данжуа,  Вільям Воланс Дуглас Годж)
1959—1962:  Рольф Герман Неванлинна (віце:  Александров Павло Сергійович,  Марстон Морс)
1963—1966:  Жорж де Рам (віце:  Анрі Картан,  Казимир Куратовський)
1967—1970:  Анрі Картан (віце:  Лаврентьєв Михайло Олексійович,  Дін Мон Гомері)
1971—1974:  K. С. Чандрасехаран (віце:  Авраам Адріан Альберт,  Понтрягін Лев Семенович)
1975—1978:  Дін Мон Гомері (віце:  Дж. В.С Касселз,  Мирон Ніколеску,  Джон Врансену)
1979—1982:  Леннарт Карлесон (віце:  Масайоші Магата,  Юрій Прохоров)
1983—1986:  Юрген Мозер (віце:  Людвіг Вадеев,  Жан-П'єр Серр)
1987—1990:  Людвіг Вадеев (віце:  Вальтер Феїт,  Ларс Германдер)
1991—1994:  Жаскес Луі Лионс (віце:  Джон Коатс,  Девід Мамфорд)
1995—1998:  Девід Мамфорд (віце:  Арнольд Володимир Ігорович,  Альбрехт Дольд)
1999—2002:  Жакоб Паліс (віце:  Саймон Дональдсон,  Морі Сіґефумі)
2003—2006:  Джон Болл (віце:  Джин Мітчел Бісмут,  Масакі Кашівара)
2007—2010:  Ласло Ловас (віце:  Джу Мінг Ма,  Клаудіо Процессі)
2011—2014:  Інгрід Добеші (віце:  Крістіан Роусі,  Марсело Віана)
2015—2018:  Морі Сіґефумі (віце:  Алісія Дікенштейн,  Воен Джонс)

## Зовнішні посилання
- Міжнародний математичний союз
- Перша жінка-президент Міжнародного математичного союзу, Серпень 2010, AlphaGalileo
- Fields Medal 2010
- Африканська Математика тисячолітня наукова ініціатива (АМТНІ)
- Наставництво Африки з наукових досліджень в галузі математики (НАНДМ) (archive)
- IMU, Міжнародний математичний союз
- Міжнародний математичний союз, Медаль Філдса